# Janusz Wiśniowiecki (1599–1636)
Janusz Wiśniowiecki (ur. czerwiec 1599 zm. 9 listopada 1636) – książę, koniuszy wielki koronny w latach 1633-1636, starosta krzemieniecki w latach 1627-1636. 
Najstarszy syn Konstantego Wiśniowieckiego i jego pierwszej żony Anny Zahorowskiej.
Był starannie wykształcony, także za granicą, gdzie najdłużej przebywał we Włoszech. W trakcie zagranicznych wojaży brał również udział w kampaniach militarnych. Przez pewien czas służył w armii księcia sabaudzkiego Karola Emanuela I. Podczas swojej drugiej podróży na Zachód przystąpił do armii hiszpańskiej Ambrosio Spinoli, pod którego rozkazami brał udział w zwycięskim dla Hiszpanów oblężeniu Bredy (1624–1625).
Także w kraju Janusz Wiśniowiecki interesował się sprawami militarnymi, kilkukrotnie brał udział w walkach z Tatarami, dowodząc własnymi wojskami. Wielokrotnie wybierany posłem z sejmiku łuckiego, należał do stronnictwa "zamoyszczyków" – przyjaźnił się z podkanclerzem Tomaszem Zamoyskim. Do znaczenia doszedł po śmierci Jerzego Zbaraskiego (1631), ostatniego przedstawiciela tego rodu, po którym Janusz odziedziczył wraz z siostrą Heleną znaczne dobra na Wołyniu, ze Zbarażem na czele. Majętności te pozwoliły mu na wystawne życie, choć wkrótce obciążył je znacznymi długami. W odróżnieniu od innych przedstawicieli swego rodu był człowiekiem ugodowym i spokojnym. Cenił wysoką kulturę, której był hojnym mecenasem. Jego protegowanym był poeta Samuel Twardowski, który wydawał dzięki Januszowi swe dzieła, a w testamencie otrzymał od księcia wieś Zarubińce.
19 września 1627 roku wziął w Wilnie ślub z Katarzyną Eugenią Tyszkiewicz, z którą doczekał się dwóch synów: Dymitra Jerzego Wiśniowieckiego i Konstantego Krzysztofa Wiśniowieckiego.
Podpisał pacta conventa Władysława IV Wazy w 1632 roku.
Poseł na sejmy ekstraordynaryjne 1634 i 1635 roku.
Książę nie był dobrego zdrowia, choć nie wiadomo dokładnie na jakie konkretnie dolegliwości cierpiał. Zmarł 9 listopada 1636 pozostawiając spore długi. Po jego śmierci Samuel Twardowski napisał o nim panegiryk Książę Wiśniowiecki Janusz.

## Literatura
- Genealogia Wiśniowieckich-Zbaraskich.